# Canton d'Hyères
Le canton d'Hyères est une circonscription électorale française du département du Var.

## Histoire
Le canton d'Hyères est créé au XIXe siècle.
Il est réduit en 1973 à la suite de la création du canton de La Crau.
Il disparaît en 1997 lors de la création des cantons d'Hyères-Est et Hyères-Ouest.
Le canton d'Hyères est de nouveau créée par le décret du 27 février 2014, en application de la loi du 17 mai 2013 créant les nouvelles assemblées départementales.
Il est formé de la commune d'Hyères privée d'une frange nord de la commune rattachée au canton de La Crau. Il est entièrement inclus dans l'arrondissement de Toulon. Le bureau centralisateur est situé à Hyères.

## Représentation

### Conseillers généraux de 1833 à 1998
| Période      | Période             | Identité                                        | Étiquette           | Qualité |
| ------------ | ------------------- | ----------------------------------------------- | ------------------- | --- |
| 1833         | 1848                | Alphonse Denis                                  |                     | Artiste, fondateur des Archives du Var Maire de Hyères (1830-1848) Député (1837-1839)                                                                   |
| 1848         | 1852                | Bonaventure Charles Jean-Baptiste Julien Dellor |                     | Propriétaire à Hyères |
| 1852         | 1858                | Auguste Paul Comte de David-Beauregard          |                     | Lieutenant de vaisseau Propriétaire - Maire de Hyères (1849-1859)                                                                                       |
| 1858         | 1870                | Alphonse Louis François de Boutiny              |                     | Officier de marine Propriétaire - Maire de Hyères (1859-1869)                                                                                           |
| 1870         | 1870                | Joseph Pierre Anaclet Vérignon                  |                     | Docteur en médecine Maire de Hyères (1869-1870), ancien conseiller d'arrondissement                                                                     |
| 1870         | 1876 (décès)        | Paul Henri Privat Long                          | Républicain radical | Docteur en médecine Maire de Hyères (1871-1874 et 1876-1877)                                                                                            |
| 1876         | 1879                | Jules Charvet                                   | Républicain         | Rentier à Toulon |
| 1879         | 1880                | Jules Georges Isnard                            |                     | Maire de La Crau |
| 1880         | 1886                | Jules Charvet                                   | Républicain         | Rentier à Toulon |
| 1886         | 1892                | François Arène                                  | Républicain radical | Entrepreneur, propriétaire Maire de Hyères (1878-1881 et 1886-1887)                                                                                     |
| 1892         | 1904                | Louis Alexandre André Castueil                  | Rad.                | Pharmacien Ancien Maire de Hyères (1881-1886) |
| 1904         | 1922                | Pierre Moulis                                   | Socialiste puis PRS | Vétérinaire, professeur d'hygiène à l'école d'horticulture - Maire de Hyères (1920-1924)                                                                |
| 1922         | 1922 (invalidation) | Henri Alquier                                   | SFIC                | Matelot-chauffeur "Mutin de la Mer Noire" |
| 1922         | 1923 (invalidation) | André Marty                                     | SFIC                | Ingénieur-mécanicien de la Marine Nationale "Mutin de la Mer Noire"                                                                                     |
| 1923         | 1923 (invalidation) | André Marty                                     | SFIC                | Ingénieur-mécanicien de la Marine Nationale "Mutin de la Mer Noire"                                                                                     |
| 1923         | 1928                | Paul Gensollen                                  | Rad.                | Avocat Maire de Hyères (1914-1919 et 1924-1928) |
| 1928         | 1933 (décès)        | Abel Bellaguet                                  | SFIO                | Architecte Premier adjoint au Maire de Hyères |
| 1933         | 1934                | Edouard Cordier (1882-1975)                     | SFIO puis PSdF      | Administrateur des colonies Maire de Hyères (1944-1947)                                                                                                 |
| 1934         | 1940                | Alphonse Chancel                                | PRS                 | Président de la fédération PRS du Var |
|              |                     |                                                 |                     | |
| 1943         | 1945                | Albert Bluzet                                   |                     | Trésorier-payeur Maire du Lavandou (1938-1944) Membre de la Commission administrative départementale (1940-1943) Nommé conseiller départemental en 1943 |
| 1943         | 1945                | André Ott (1903-1971)                           |                     | Maire de La Londe-les-Maures Nommé conseiller départemental en 1943                                                                                     |
|              |                     |                                                 |                     | |
| 1945         | 1949                | Louis Gaud                                      | SFIO                | Conseiller municipal de Hyères |
| 1949         | 1955                | Alfred Decugis                                  | RPF puis ARS        | Pépiniériste Maire de Hyères (1958-1965) |
| 1955         | 1963 (démission)    | Joseph Blanc                                    | Rad. puis DVD-UNR   | |
| 30 mars 1963 | 1967                | Pierre Harlaut                                  | DVD                 | Maire de Hyères (1965-1967) |
| 1967         | 1973                | Georges Caton (1920-2003)                       | PCF                 | Instituteur Maire de Hyères (1968-1969) |
| 1973         | 1979                | Angèle Sorba                                    | DVD puis App. UDF   | Adjointe au maire de Hyères, suppléante de François Léotard                                                                                             |
| 1979         | 1985                | Jean-François Barrau                            | PS                  | PDG d'une société de transports et vice-président de la chambre de commerce et d'industrie du Var                                                       |
| 1985         | 1998                | Joseph Sercia                                   | UDF-PR puis DVD     | Chef d'entreprise Député suppléant Vice-Président du Conseil Général                                                                                    |

### Conseillers d'arrondissement de 1833 à 1940
| Période                                  | Période | Identité                                          | Étiquette           | Qualité |
| ---------------------------------------- | ------- | ------------------------------------------------- | ------------------- | --- |
| 1833                                     | 1834    | Jean-André Arnaud                                 |                     | Négociant, adjoint au maire d'Hyères                                                                        |
| 1834                                     | 1842    | Jean-Jacques Aurran                               |                     | Propriétaire à Hyères                                                                                       |
| 1842                                     | 1848    | Alexis-Pierre-Antoine-Isidore Riondet (1805-1868) |                     | Avocat et propriétaire, adjoint au maire d'Hyères                                                           |
| 1848                                     | 1852    | André-Antoine Barnéoud                            |                     | Propriétaire, maire d'Hyères                                                                                |
| 1852                                     | 1858    | Antoine-Joseph Laurens                            |                     | Directeur des salins d'Hyères                                                                               |
| 1858                                     | 1864    | Joseph-Pierre-Anaclet Vérignon                    |                     | Docteur en médecine à Hyères                                                                                |
| 1864                                     | 1870    | Bonaventure Raymonenq                             |                     | Propriétaire, maire de La Crau                                                                              |
| 1870                                     | 1871    | Léon Émile Vidal                                  |                     | Ancien médecin de la marine, médecin en chef de l'hôpital de Hyères, médecin du sanatorium Renée-Sabran     |
| 1871                                     | 1879    | Jules-Désiré Toucas                               |                     | Avocat à La Crau, juge de paix à Hyères                                                                     |
| 1879                                     | 1886    | Jules-Auguste Isnard                              | Républicain         | Propriétaire à La Crau                                                                                      |
| 1886                                     | 1895    | Auguste-Paulin Cabran                             | Républicain radical | Distillateur, maire de La Crau                                                                              |
| 1895                                     | 1913    | Léon Marius Gueit (1867-1951)                     | proche de la SFIO   | Propriétaire viticulteur, maire de La Crau                                                                  |
| 1913                                     | 1925    | Louis Aurran (1870-1925)                          | SFIO                | Cultivateur négociant à La Crau, conseiller municipal d'Hyères                                              |
| 1925                                     | 1931    | Léon Richaud (1866-1948)                          | SFIO                | Instituteur, Président du Conseil d'arrondissement, La Londe-les-Maures                                     |
| 1937                                     | 1940    | Marius Roux (1901-1981)                           | SFIO                | Caviste |
| 1940                                     |         |                                                   |                     | Les conseils d'arrondissement ont été suspendus par la loi du 12 octobre 1940 et n'ont jamais été réactivés |
| Les données manquantes sont à compléter. |         |                                                   |                     | |

### Conseillers départementaux depuis 2015
| Période élective | Période élective | Mandat | Mandat   | Identité             | Nuance | Nuance | Qualité                                                                                 |
| ---------------- | ---------------- | ------ | -------- | -------------------- | ------ | ------ | --------------------------------------------------------------------------------------- |
| 2015             | 2021             | 2015   | 2021     | Véronique Bernardini |        | LR     | Cadre supérieur Adjointe au maire d'Hyères                                              |
| 2015             | 2021             | 2015   | 2021     | Francis Roux         |        | UDI    | Médecin généraliste Premier adjoint au maire d'Hyères 4e Vice-président du Département. |
| 2021             | 2028             | 2021   | en cours | Véronique Bernardini |        | LR     | Conseillère sortante                                                                    |
| 2021             | 2028             | 2021   | en cours | Francis Roux         |        | UDI    | Conseiller sortant                                                                      |

### Résultats détaillés

#### Élections de mars 2015
À l'issue du 1er tour des élections départementales de 2015, deux binômes sont en ballottage : Patrick Collet et Marie-Laure Collin (FN, 30,15 %) et Véronique Bernardini et Francis Roux (Union de la Droite, 25,62 %). Le taux de participation est de 51,05 % (17 875 votants sur 35 014 inscrits) contre 49,77 % au niveau départemental et 50,17 % au niveau national.
Au second tour, Véronique Bernardini et Francis Roux (Union de la Droite) sont élus avec 58,36 % des suffrages exprimés et un taux de participation de 52,41 % (9 839 voix pour 18 351 votants et 35 014 inscrits).

#### Élections de juin 2021
Le premier tour des élections départementales de 2021 est marqué par un très faible taux de participation (33,26 % au niveau national). Dans le canton d'Hyères, ce taux de participation est de 32,44 % (11 185 votants sur 34 484 inscrits) contre 33,03 % au niveau départemental. À l'issue de ce premier tour, deux binômes sont en ballottage : Jean-Michel Eynard-Tomatis et Jacqueline Pentel (RN, 31,21 %) et Véronique Bernardini et Francis Roux (Union à droite, 28,48 %).
Le second tour des élections est marqué une nouvelle fois par une abstention massive équivalente au premier tour. Les taux de participation sont de 34,36 % au niveau national, 36,4 % dans le département et 35,99 % dans le canton d'Hyères. Véronique Bernardini et Francis Roux (Union à droite) sont élus avec 60,3 % des suffrages exprimés (6 986 voix pour 12 409 votants et 34 479 inscrits),,. 

## Composition

### Composition avant 1973
Le canton d'Hyères est composé de quatre communes entières :
- Carqueiranne
- La Crau
- Hyères
- La Londe-les-Maures

### Composition de 1973 à 1997
Le canton n'est plus composé que de la portion de la ville d'Hyères située au Sud de l'axe des voies ci-après : Le Gapeau (jusqu'à l'intersection du chemin départemental no 12 avec la route nationale no 98), la route nationale no 98, le ruisseau de l'Icarde et la retenue des Borrels.

### Composition depuis 2015
Le canton d'Hyères comprend la fraction de la commune d'Hyères non incluse dans le canton de La Crau.
| Nom                            | Code Insee | Intercommunalité                       | Superficie (km2) | Population (dernière pop. légale)                | Densité (hab./km2) | Modifier                                    |
| ------------------------------ | ---------- | -------------------------------------- | ---------------- | ------------------------------------------------ | ------------------ | ------------------------------------------- |
| Hyères (bureau centralisateur) | 83069      | Métropole Toulon-Provence-Méditerranée | 132,38           | Fraction : 47 432 (2022) Commune : 55 384 (2022) | 418                | modifier les données · modifier les données |
| Canton d'Hyères                | 8308       |                                        |                  | 47 432 (2022)                                    |                    | modifier les données                        |

## Démographie
En 2022, le canton comptait 47 432 habitants, en évolution de −0,76 % par rapport à 2016 (Var : +4,98 %, France hors Mayotte : +2,11 %).
| 2013   | 2018   | 2022   |
| ------ | ------ | ------ |
| 47 951 | 47 254 | 47 432 |